# Анцыпов, Игорь Викторович
Игорь Викторович Анцыпов (бел. Ігар Віктаравіч Анцыпаў; род. 28 апреля 1986, Минск) — белорусский футболист, выступавший на позиции защитника. Спортивный директор жодинского «Торпедо-БелАЗ».

## Карьера
Воспитанник футбольной академии клуба «Атака-Аура». Начинал футбольную карьеру в минском клубе СКВИЧ в 2002 году, за который сыграл единственный матч. В следующем сезоне футболист присоединился к основной команде клуба, которая носила название «Локомотив» и стал выступать за дублирующий состав. В 2004 году футболист вместе с клубом стал выступать в Первой лиге, чемпионов которой и стали. Дебютный матч в Высшей лиге сыграл 17 апреля 2005 года против столичного клуба «Звезда-БГУ». По окончании сезона футболист покинул клуб.
В начале 2006 года футболист присоединился к новополоцкому «Нафтану». В основной команде клуба футболист закрепиться не смог, преимущественно выступая за дублирующий состав на протяжении 2 сезонов. В конце 2007 года футболист покинул клуб. В 2008 году стал игроком речицкого клуба «Ведрич-97». Затем футболист стал выступать такие за клубы Второй лиги, как «Берёза» и слонимский «Белтрансгаз», в который, пропустив сезон, вернулся также в 2012 году, став одним из ключевых игроков.
В 2013 году после слияния «Белтрансгаза» и «Коммунальника» стал игроком клуба «Слоним». Первый матч за клуб сыграл 20 апреля 2013 года против «Лиды». Дебютный гол за клуб забил 11 мая 2013 года в матче против «Городеи». На протяжении всего сезона футболист оставался ключевым игроком клуба. По окончании сезона покинул клуб. В 2014 году присоединился к «Клецку», который также покинул по окончании сезона. В 2018 году снова вернулся в клецкий клуб. В 2019 году стал игроком клуба «Молодечно-2018».
В начале 2020 года футболист присоединился к клубу «Островец». В следующем сезоне вместе с клубом стал победителем Второй лиги. В начале 2022 года стал готовиться с основной командой клуба к новому сезону. Первый матч за клуб сыграл 9 апреля 2022 года против «Молодечно-2018». Первый гол в сезоне забил 15 октября 2022 года в матче против «Осиповичей». По итогу сезона вместе с клубом заняли итоговое пятое место в чемпионате. В декабре 2022 года покинул клуб.
В начале 2023 года футболист вернулся в «Островец» и стал готовиться вместе с клубом к сезону. Первый матч сыграл 2 апреля 2023 года против «Барановичей», выйдя на замену на 78 минуте. Первыми голами в сезоне отличился 8 мая 2023 года в матче против петриковского «Шахтёра», оформив дубль и отдав результативную передачу. В матче 21 мая 2023 года против «Орши» получил травму и выбыл из распоряжения клуба. По окончании сезона 2023 года футболист покинул клуб и завершил профессиональную карьеру.

## Футбольная деятельность
По окончании профессиональной карьеры футболиста в конце 2023 года руководство «Островца» планировало оставить Анцыпова в структуре клуба. В январе 2024 года стал спортивным директором футбольного клуба «Минск». В начале декабря 2024 года покинул столичный «Минск» в связи с истечением трудового контракта. В декабре 2024 года стал спортивным директором жодинского «Торпедо-БелАЗ».

## Достижения
«Локомотив» Минск
- Победитель Первой лиги: 2004

«Островец»
- Победитель Второй лиги: 2021